# Éolienne de Laasow
 (juillet 2011).

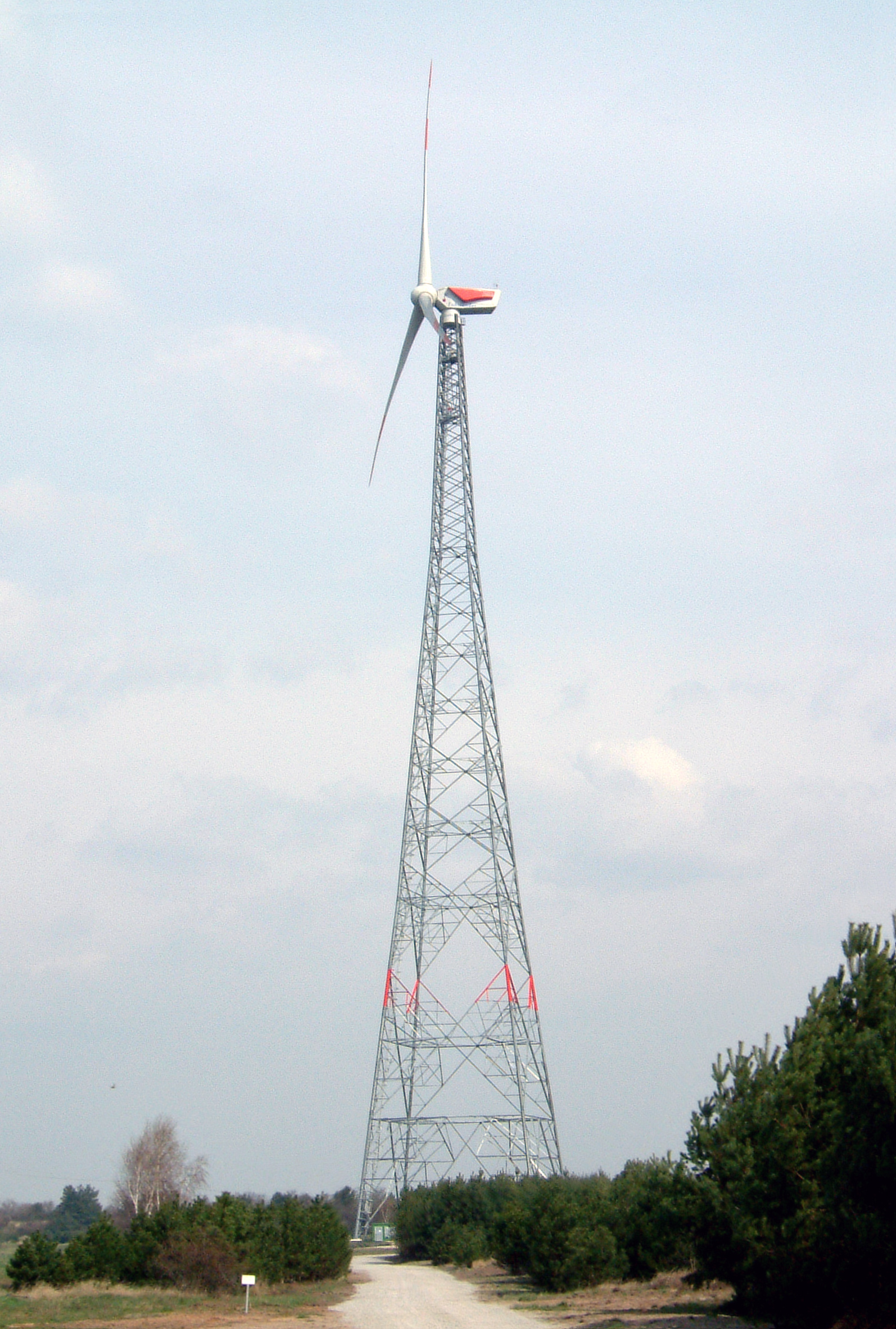
Éolienne de Laasow.

L'éolienne de Laasow, située à côté du village de Laasow à Vetschau/Spreewald (Allemagne), est l'éolienne la plus haute du monde jusqu'en 2012, date à laquelle elle est détrônée par 2 éoliennes installées en Pologne.
Il s'agit d'une éolienne de type Fuhrländer FL-2500. Le rotor de l'éolienne de Laasow a un diamètre de 90 mètres et l'axe du rotor est situé sur une tour d'une hauteur de 160 mètres. L'éolienne de Laasow a été construite en 2006.